# رمکو اونپول
رمکو اونپول (هلندی: Remco Evenepoel؛ زادهٔ ۲۵ ژانویهٔ ۲۰۰۰) دوچرخه‌سوار جاده اهل بلژیک است.
از باشگاه‌هایی که در آن بازی کرده است می‌توان به تیم کوئیک‌استپ فلورز اشاره کرد.
وی در مسابقات کشوری و بین‌المللی در مجموع برندهٔ ۹ مدال طلا، ۲ مدال نقره، ۳ مدال برنز شده است.